# Allan Hagner
Allan Hagner (født 12. april 1978) er en dansk billedhugger der medvirker i TV2's program "Keramikkamp". Hans værker har blandt andet været udstillet i Kunstbygningen Filosoffen i Odense og og på Rigshospitalet.
Allan Hagner er opvokset i et kunstnermiljø som søn af pottemager Eva Haarup og billedkunstner Ivan Hagner. Allan Hagner er uddannet på Seminariet for Kunst og Håndværk som Håndarbejdslære i 2005.
Allan Hagner bor i Horsens.